# Kitab al-Fihrist

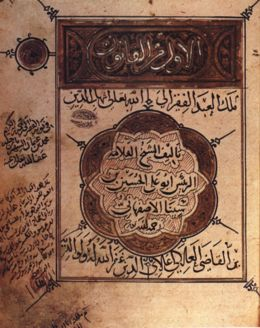
Strona manuskryptu Kitab al-Fihrist

Kitab al-Fihrist (Katalog Ksiąg) – największe dzieło Ibn an-Nadima wydane w 988.
Według krótkiej przedmowy Kitab al-Fihrist ma być wykazem wszystkich książek napisanych po arabsku przez Arabów lub nie-Arabów. Wtedy istniały już księgi (tabaqat) zajmujące się biografiami poetów. Kitab al-Fihrist został wydany w 988. Istnieje w dwóch tradycjach manuskryptów lub "wydaniach": bardziej kompletne wydanie zawiera dziesięć "wykładów" (maqalat). Pierwsze sześć są szczegółowymi bibliografiami ksiąg na temat islamu, a ostatnie cztery zajmują się nieislamskimi tematami:
1. święte pisma muzułmanów, żydów i chrześcijan z podkreśleniem Koranu i Hadisów
2. prace o gramatyce i filologii
3. historia, biografia, genealogia i podobne
4. poezja
5. teologia akademicka
6. prawo (fiqh) i tradycja
7. filozofia i "nauki starożytne" (matematyka, astronomia i medycyna)
8. legendy, baśnie, magia, czary, itd.
9. doktryny (maqalat) wyznań niemonoteistycznych (manichejskich, hinduistycznych, buddyjskich i chińskich)
10. alchemia

Krótsze wydanie zawiera (oprócz wstępu i pierwszej sekcji pierwszego wykładu o pismach i różnych alfabetach) tylko cztery ostatnie wykłady, innymi słowy arabskie tłumaczenia z greckiego, syryjskiego i innych języków razem z księgami arabskimi napisanymi w oparciu o te tłumaczenia. Być może był to szkic, a dłuższe wydanie (które jest jedynym powszechnie drukowanym) było rozszerzeniem.